# Argentína az 1960. évi téli olimpiai játékokon
Argentína az egyesült államokbeli Squaw Valleyben megrendezett 1960. évi téli olimpiai játékok egyik részt vevő nemzete volt. Az országot az olimpián 2 sportágban 6 sportoló képviselte, akik érmet nem szereztek.

## Alpesisí
Férfi
| Versenyző            | Versenyszám      | 1. futam       | 1. futam       | 2. futam | 2. futam | Összesítés | Összesítés |
| Versenyző            | Versenyszám      | Idő            | Hely.          | Idő      | Hely.    | Idő        | Helyezés   |
| -------------------- | ---------------- | -------------- | -------------- | -------- | -------- | ---------- | ---------- |
| Osvaldo Ancinas      | Lesiklás         |                |                |          |          | 2:28,4     | 45.        |
| Osvaldo Ancinas      | Műlesiklás       | 1:17,5         | 23.            | 1:06,7   | 16.      | 2:24,2     | 16.        |
| Osvaldo Ancinas      | Óriás-műlesiklás |                |                |          |          | 2:05,1     | 32.        |
| Jorge Abelardo Eiras | Műlesiklás       | idő nem ismert | idő nem ismert | kizárták | kizárták | kiesett    | kiesett    |
| Diego Schweizer      | Műlesiklás       | 1:32,2         | 48.            | 1:34,6   | 37.      | 3:06,8     | 38.        |
| Diego Schweizer      | Óriás-műlesiklás |                |                |          |          | 2:28,0     | 55.        |
| Clemente Tellechea   | Lesiklás         |                |                |          |          | 3:20,2     | 60.        |
| Clemente Tellechea   | Műlesiklás       | 1:28,7         | 45.*           | 1:26,0   | 32.      | 2:54,7     | 32.        |
| Clemente Tellechea   | Óriás-műlesiklás |                |                |          |          | kizárták   | kizárták   |

Női
| Versenyző                | Versenyszám      | 1. futam | 1. futam | 2. futam | 2. futam | Összesítés | Összesítés |
| Versenyző                | Versenyszám      | Idő      | Hely.    | Idő      | Hely.    | Idő        | Helyezés   |
| ------------------------ | ---------------- | -------- | -------- | -------- | -------- | ---------- | ---------- |
| María Cristina Schweizer | Lesiklás         |          |          |          |          | 1:51,0     | 29.        |
| María Cristina Schweizer | Műlesiklás       | 1:05,9   | 31.      | 1:06,0   | 28.      | 2:11,9     | 25.        |
| María Cristina Schweizer | Óriás-műlesiklás |          |          |          |          | 1:55,2     | 35.        |

* - egy másik versenyzővel azonos eredményt ért el

## Sífutás
Férfi
| Versenyző        | Versenyszám | Eredmény  | Helyezés |
| ---------------- | ----------- | --------- | -------- |
| Francisco Jerman | 15 km       | 1:09:59,3 | 53.      |
| Francisco Jerman | 30 km       | 2:33:27,4 | 44.      |